# Спичинецька волость
Спичинецька волость — адміністративно-територіальна одиниця Бердичівського повіту Київської губернії з центром у містечку Спичинці.
Станом на 1886 рік складалася з 7 поселень, 7 сільських громад. Населення — 6023 осіб (2948 чоловічої статі та 3075 — жіночої), 700 дворових господарства.
|                     | Площа, десятин | У тому числі орної, десятин |
| ------------------- | -------------- | --------------------------- |
| Сільських громад    | 5733           | 4518                        |
| Приватної власності | 7063           | 4480                        |
| Іншої власності     | 322            | 236                         |
| Загалом             | 13118          | 9234                        |

Поселення волості:
- Спичинці — колишнє власницьке містечко при річці Рось за 70 верст від повітового міста, 672 особи, 126 дворів, православна церква, єврейський молитовний будинок, школа, кузня, 2 водяних млини, базари через 2 тижні. За 2 версти — бурякоцукровий завод із лікарнею.
- Булаї — колишнє власницьке село при річці Рось, 653 особи, 116 дворів, православна церква, школа, постоялий будинок і винокурний завод.
- Васильківці — колишнє власницьке село при річці Рось, 522 особи, 88 дворів, православна церква, школа, постоялий будинок, кузня та водяний млин.
- Жидівці — колишнє власницьке село при річці Рось, 623 особи, 84 двори, православна церква, школа та постоялий будинок.
- Малинки — колишнє власницьке село при річці Рось, 442 особи, 65 дворів, православна церква та постоялий будинок.
- Педоси — колишнє власницьке село при річці Рось, 427 осіб, 64 двори, православна церква, школа, постоялий будинок.
- Черемошне — колишнє власницьке село при струмках, 1091 особа, 157 дворів, православна церква, постоялий будинок та паровий млин.

Наприкінці 1880-х років з ліквідованої Мончинської волості до складу Спичинецької волості перейшли Левківка, Люлинці, Мончин, Ординці і Сопин.